# 寺本勇
寺本 勇（てらもと いさむ、1939年7月3日 - ）は、兵庫県芦屋市出身の元プロ野球選手（外野手）・プロ野球審判員。元パシフィック・リーグ審判部長。

## 来歴・人物
芦屋高等学校では1956年、2年生の時に左翼手として春の選抜に出場。準決勝まで進むが中京商に敗れる。一学年上のチームメートに渡海昇二がいた。卒業後は立教大学に進学。東京六大学野球リーグでは1、2年在学中に3度の優勝を経験するが、その後の立大は低迷を続ける。しかし1961年秋季リーグでチームは2位まで順位を戻し、寺本も打率.410（2位）を記録して、同季のベストナインに選出された。大学同期に丸山完二、青野修三がいる。
1962年に大毎オリオンズに入団するが、一軍出場に恵まれないまま1963年に退団。選手としては代打・代走のみの出場で、7試合に出場し5打数0安打。
選手から審判に転じた斎田忠利の紹介で翌1964年にプロ野球審判に転じ、パシフィック・リーグの関西審判部に入局。1986年からインサイドプロテクターを使用し、1992年より審判部長、前川芳男に部長の座を譲った後も1998年まで審判を務める（1999年から2003年の退職までは関西審判部専任指導員）。
この間1970年には審判員交流制度によりセントラル・リーグの審判を務め、1998年には3272試合出場のパ・リーグ最多新記録を樹立している。最終的には3327試合に出場した（セ・リーグの最多出場記録は岡田功の3902試合）。同僚の岡田豊・斎田忠利・前川芳男・五十嵐洋一・村田康一・藤本典征・牧野伸と共に1970年代から1980年代にかけてのパ・リーグの名物審判として知られている（同時代のセ・リーグの名物審判には谷村友一・岡田功・丸山博・平光清・柏木敏夫・松橋慶季・大里晴信・福井宏・鈴木徹・山本文男・井上忠行・田中俊幸などがいる）。
1970年10月22日の中日球場での中日-巨人戦（巨人が6年連続セ・リーグ優勝を達成した試合）、1978年のオールスターゲーム第1戦（エイドリアン・ギャレットによる1試合3本塁打達成試合）、1986年10月2日の藤井寺球場での近鉄-南海戦（門田博光が通算400号本塁打を放った試合）、1989年10月12日の西武球場での西武-近鉄ダブルヘッダー第2試合（ラルフ・ブライアントがホームランを放ち、第1試合から通算して4打数連続本塁打を達成した試合）、同年の日本シリーズ第7戦で各々球審をしていた。
審判員袖番号は14（1977年初採用から1998年まで）。

## 詳細情報

### 年度別打撃成績
| 年 度     | 球 団     | 試 合 | 打 席 | 打 数 | 得 点 | 安 打 | 二 塁 打 | 三 塁 打 | 本 塁 打 | 塁 打 | 打 点 | 盗 塁 | 盗 塁 死 | 犠 打 | 犠 飛 | 四 球 | 敬 遠 | 死 球 | 三 振 | 併 殺 打 | 打 率 | 出 塁 率 | 長 打 率 | O P S |
| --------- | --------- | ----- | ----- | ----- | ----- | ----- | -------- | -------- | -------- | ----- | ----- | ----- | -------- | ----- | ----- | ----- | ----- | ----- | ----- | -------- | ----- | -------- | -------- | ----- |
| 1962      | 大毎      | 5     | 5     | 4     | 0     | 0     | 0        | 0        | 0        | 0     | 0     | 0     | 0        | 0     | 0     | 1     | 0     | 0     | 2     | 0        | .000  | .200     | .000     | .200  |
| 1963      | 大毎      | 2     | 1     | 1     | 1     | 0     | 0        | 0        | 0        | 0     | 0     | 0     | 0        | 0     | 0     | 0     | 0     | 0     | 1     | 0        | .000  | .000     | .000     | .000  |
| 通算：2年 | 通算：2年 | 7     | 6     | 5     | 1     | 0     | 0        | 0        | 0        | 0     | 0     | 0     | 0        | 0     | 0     | 1     | 0     | 0     | 3     | 0        | .000  | .167     | .000     | .167  |

### 背番号
- 6 （1962年）
- 36 （1963年）

## 審判出場記録
- 初出場：1964年7月12日、阪急対東映24回戦（西宮）、右翼外審
- 出場試合数：2852試合
- オールスター出場：4回
- 日本シリーズ出場：6回

（記録は1998年シーズン終了時点）